# 式敷車站
34°48′56.86″N 132°42′45.95″E / 34.8157944°N 132.7127639°E
式敷車站（日语：／ Shikijiki eki */?）曾是屬於西日本旅客鐵道（JR西日本）三江線的鐵路車站，位於廣島縣安藝高田市高宮町佐佐部七谷。三江線活化協議會將此站暱稱命名為「瀧夜叉姬」（滝夜叉姫），取自島根縣西部與廣島縣西北部流傳的傳統神樂——石見神樂。

## 歷史
- 1955年（昭和30年）3月31日 - 日本國有鐵道三江南線開始營業，式敷車站為終點站。
- 1963年（昭和38年）6月30日 - 三江南線延伸至口羽車站，此站變成中途站。
- 1975年（昭和50年）8月31日 - 三江線全線通車，成為三江線的車站。
- 1987年（昭和62年）4月1日 - 隨著國鐵分割民營化，成為西日本旅客鐵道所管轄的車站。
- 2018年4月1日 - 因三江線全線停駛廢線，隨之停止營運而廢站。

## 車站構造

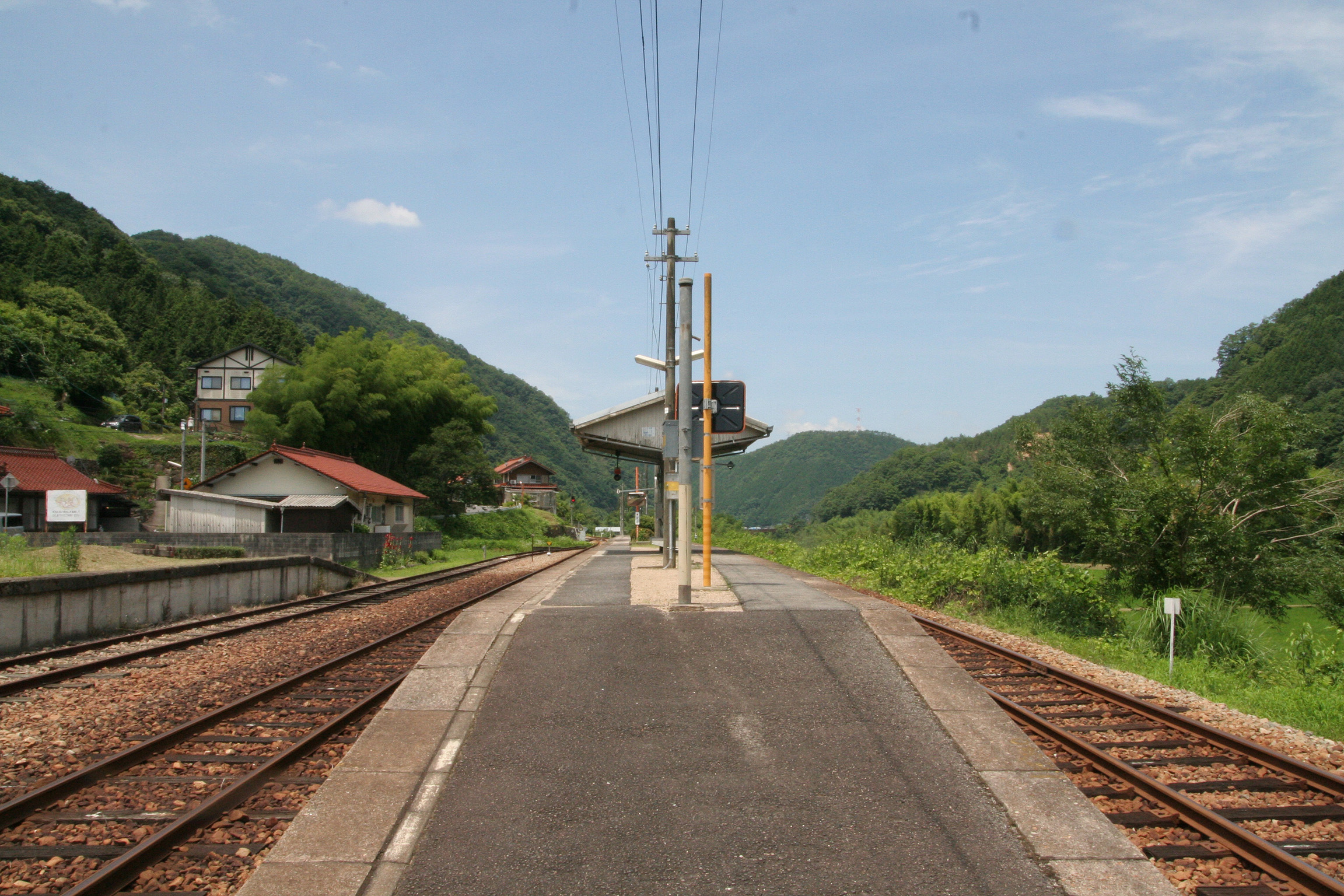
站場（2008年7月9日）

此站為地面車站，站房由木頭搭建而成，設有兩股軌道與島式月台一座，可交會列車。月台上設有候車室。沒有設置自動售票機等設備。車站設有貨物用月台，但開業以來並未使用。

### 月台配置
| 月台 | 路線   | 方向 | 目的地           |
| ---- | ------ | ---- | ---------------- |
| 1    | 三江線 | 上行 | 往口羽、江津方向 |
| 2    | 三江線 | 下行 | 往三次方向       |

## 使用狀況
每日平均乘客人數如下：
- 2002年（平成14年） - 12人
- 2005年（平成17年） - 12人[2]
- 2006年（平成18年） - 15人[2]
- 2007年（平成19年） - 12人[2]
- 2014年（平成26年） - 8人[3]
- 2015年（平成27年） - 6人[4]

## 相鄰車站
西日本旅客鐵道（JR西日本）
 三江線
香淀－式敷－信木

## 外部連結
- （日語）式敷駅（JR西日本） （页面存档备份，存于）
- （日語）ぶらり三江線WEB：式敷 - 三江線改良利用促進期成同盟会・三江線活性化協議会。